# Glauconycteris superba
Glauconycteris superba е вид бозайник от семейство Гладконоси прилепи (Vespertilionidae), единствен представител на род Niumbaha. Видът е световно застрашен, със статут Уязвим.